# 锡尔克堡体育俱乐部
錫爾克堡體育會（丹麥語：Silkeborg Idrætsforening，簡稱Silkeborg IF或SIF）是丹麦日德兰半岛中部锡尔克堡市的一个职业足球俱乐部，成立于1917年。该队现参加丹麦足球超级联赛。该队主场位于JYSK公园球场。

## 历史
锡尔克堡体育俱乐部的足球部成立于1917年，起初参加地区性联赛。1982年，俱乐部成立了职业化运营公司。1987年，俱乐部首次晋级到顶级联赛丹麦足球甲级联赛，并在1991年成为丹麦足球超级联赛创始成员。
1993–94赛季，锡尔克堡在第一赛段（秋季赛段）以18轮9胜7平2败获得第一名。在第二赛段（春季赛段），俱乐部以14轮8胜2平4败再次获得第一名，并在最后一轮凭借队内头号射手海涅·费尔南德斯两粒进球以2–0锁定联赛冠军。
2001年，锡尔克堡打入丹麦杯决赛，以4–1战胜AB哥本哈根夺得冠军。
2003年，球队降级至甲级联赛，但次年即重返超级联赛。此后锡尔克堡多次在超级联赛和甲级联赛间来回升降级，成为丹麦著名的“升降机”球队。
2018年，锡尔克堡第二次打入丹麦杯决赛，以3–1负于邦比。
2024年，锡尔克堡第三次打入丹麦杯决赛，以1–0战胜奥胡斯再次夺得冠军。

## 榮譽
- 丹麥足球超級聯賽
  - 冠軍（1）：1993–94
- 丹麥盃
  - 冠軍（1）：2001–01、2023–24
- 歐洲足協圖圖盃
  - 冠軍（1）：1996